# Tommy Genesis
Pour les articles homonymes, voir Genesis.
Tommy Genesis, nom de scène de Genesis Yasmine Mohanraj, est une rappeuse canadienne.
Sa musique incorpore un style expérimental et des vers souvent sexuels. Son premier album intitulé Tommy Genesis a été publié en novembre 2018. Son deuxième album Goldilocks X a été publié en septembre 2021.